# JTB出版
JTB出版股份有限公司（日语：株式会社JTBパブリッシング）是一家以出版交通與旅遊相關書籍為主的日本出版社，是具有官股背景的大型旅行社JTB的全資子公司，總部設在東京都新宿區。JTB出版原本是母公司JTB內部的出版部門，2004年時拆分成立專責的子公司JTB出版，除了負責印刷出版品的發行與銷售外，也是JTB旗下各通路的廣告銷售窗口。

## 歷史
JTB出版的起源最早可以回溯至1913年時由當時還稱作「Japan Travel Bureau」的日本交通公社所發行的英文日本導覽雜誌《Japan》與英文社報《Tourist》。
1924年時，JTB前身之一的日本旅行文化協會（之後改名為日本旅行協會）創立，並發行了旅遊相關雜誌《旅》，持續發行到2012年才停刊的該雜誌是日本歷史最悠久的旅遊資訊雜誌。1945年時經整合改組後日本交通公社成立，而原本各單位所附屬的發行刊物，也整合由1947年時成立的日本交通公社出版部負責。
1963年時，財團法人日本交通公社將其營業部門分割，獨立成民營化的公司「株式会社日本交通公社」，而附屬的出版部也跟隨成為民營公司的一部份。
1973年時，日本交通公社出版部改制成日本交通公社出版事業局，在同年旅行書系列《溜溜步》（RuRuBu）以《旅》雜誌別冊的方式發行了創刊號。
2001年時，株式会社日本交通公社改名為「株式會社JTB」（株式会社ジェイティービー），而出版事業局則是在2004年時拆分、子公司化，成為今日的JTB出版。

## 知名出版品
JTB出版是日本旅遊與交通相關書籍的主力出版商之一。除了日本歷史最悠久的旅行雜誌《旅》，與在1973年創刊、1976年月刊化的雜誌書《溜溜步》之外，JTB出版旗下知名的刊物還有自1925年起代當時的鐵道省運輸局（日本國鐵前身）發行的《汽車時間表》（也就是日後的JR鐵路時刻表《JTB時刻表》的前身）。
目前在JTB出版所屬的刊物中發行量最大的《溜溜步》，在1973年創刊時原本是《旅》雜誌的別冊，直到1976年時才月刊化。1984年時推出通稱為《溜溜步情報版》（るるぶ情報版）的旅遊導覽雜誌書，之後發行集數與發行量都高速成長，從1984年時的4集到1993年時一年發行超過百集以上。2010年11月2日，《溜溜步情報版》以發行3,791集的統計數字獲得金氏世界紀錄認證成為世界上發行集數最多的旅行導覽書（Longest book series-travel guides），JTB出版在同年也發行了編號第4000集的《溜溜步沖繩》。除了日文版與其譯本之外，自2015年起也推出正式的多國語言版《OMOTENASHI Travel Guide》。
除了定期刊物外，包含地圖、語言學習書等與旅遊有關的工具書也是JTB出版的主要業務範疇，而被稱為「罐頭書」（Can books）系列的圖文書，則是以鐵路為主（但並不限於鐵路相關）的知識書系列。
1957年時，松本清張在2月號的《旅》雜誌上開始他的首部推理小說《點與線》的連載，也是一部與JTB出版相關的作品（雖然在隔年發行的單行本是由光文社出版）。

## 外部連結
- （日語）JTB出版官方首頁 （页面存档备份，存于）
- （日語）溜溜步罐頭書系列 （页面存档备份，存于）